# جی‌اس‌اف اکسپلورر
جی‌اس‌اف اکسپلورر (به انگلیسی: GSF Explorer) یک زیردریایی است که طول آن ۶۱۹ فوت (۱۸۹ متر) می‌باشد. این زیردریایی در سال ۱۹۷۲ ساخته شد.